# Копайское 1-ое
Копайское 1-е — деревня в Лебяжьевском районе Курганской области. Входит в состав Плосковского сельсовета.
Фактически урочище.

## География
Деревня находится на востоке области, в пределах юго-западной части Западно-Сибирской равнины, у региональной автодороги 37Н-1009, озёр Чистое и Конанерское.

### Климат
Климат характеризуется как резко континентальный, с холодной продолжительной малоснежной зимой и тёплым сухим летом. Среднегодовая температура — 2 °C. Средняя температура воздуха самого холодного месяца (января) составляет −17 °C (абсолютный минимум — −48 °С); самого тёплого месяца (июля) — 20 °C (абсолютный максимум — 41 °С). Годовое количество атмосферных осадков — 385 мм, из которых 290 мм выпадает в период с апреля по октябрь. Продолжительность периода с устойчивым снежным покровом равна деревня дням.

## История
До 1917 года в составе Саламатовской волости Курганского уезда Тобольской губернии. По данным на 1926 год входила в состав Копайского сельсовета Варгашинского района Курганского округа Уральской области.

## Население
1. Н/Д[5]
2. Н/Д[6]

По данным переписи 1926 года в деревне проживало 335 человек (158 мужчин и 177 женщин), в том числе: русские составляли 100 % населения.

## Инфраструктура
Личное подсобное хозяйство с зоной сельскохозяйственного использования, индивидуальная застройка усадебного типа. По данным на 1926 год деревня Копай 1-я состояла из 78 хозяйств.

## Транспорт
Деревня доступна автотранспортом.  